# Markos Vafiadis
Markos Vafhiadis, (grec: Μάρκος Βαφειάδης (Tosya, 1906 - Atenes, 23 de febrer de 1992) va ser un polític i militar grec. Membre de les Joventuts Comunistes (1929), va ser empresonat, en nombroses ocasions, durant la dictadura de Metaxàs. El 1941 es va evadir de l'illa de Creta, es va integrar en la resistència grega i va contribuir a l'organització de l'exèrcit guerriller de resistència (ELAS). Des de 1947 va ser primer ministre del govern rebel de Grècia lliure (Govern Democràtic Provisional), però el 1949 va perdre el suport soviètic, i el seu partit li va fer abandonar les seves activitats.

## Biografia
Els seus ascendents i família provenia de l'illa de Quios. Després de l'intercanvi de població entre Grècia i Turquia de 1922, Vafiadis va haver d'anar d'Erzurum a Tessalònica i Kavala, com a refugiat. Va trobar treball com a obrer tabacaler. A partir de 1924 va ser membre de la Unió de Joves Comunistes de Grècia (OKNE). El 1932, va ser empresonat i enviat a l'exili intern per la seva acció política. Després del seu alliberament a l'octubre de 1933, va treballar com a educador comunista en moltes zones de Grècia.
Al començament de la dictadura Ioannis Metaxàs, el 1936, bandejat de nou a l'illa d'Agios Efstratios, però va aconseguir escapar en menys d'un mes. Posteriorment va treballar en l'organització clandestina del Partit Comunista de Grècia a Creta i va ser un dels líders de l'aixecament de La Canea, contra la dictadura (28 de juliol 1938). Després de la repressió de l'aixecament, va viatjar a Atenes, on va ser detingut. Empresonat en Akronafplia, va ser bandejat a l'illa de Gavdos.

### Resistència antinazi
Al maig de 1941, al començament de l'ocupació nazi de Grècia, a Vafiadis, juntament amb altres presos comunistes, se li va permetre sortir de Gavdos. Va començar el que es convertiria en el treball clandestí contra l'ocupació alemanya, al principi a Creta, més tard a Atenes, Tessalònica i finalment tota Macedònia. El 1942, va ser triat com a integrant del Comitè Central del Partit Comunista de Grècia i va ser nomenat supervisor del front de Macedònia de l'Exèrcit Popular d'Alliberament Grec (ELAS). Al maig de 1944, va ser escollit com a representant de Tessalònica al Congrés Nacional que va tenir lloc al poble de Koryschades, a Euritania, però no va poder arribar. A l'octubre de 1944, després de la retirada de l'exèrcit alemany, va entrar a Tessalònica amb els seus homes.

### Guerra civil
El novembre de 1944, les seves forces van alliberar Macedònia Central. Al febrer de 1946, Markos Vafiadis va estar en desacord amb Nikos Zachariadis, secretari general del Partit Comunista recentment alliberat del camp de concentració de Dachau, qui, recolzat per Stalin, volia crear un exèrcit comunista regular i sostenir una guerra de posicions. Vafiadis creia que les forces del govern grec eren massa forts i que la millor opció per a les forces revolucionàries era una guerra de guerrilles. Malgrat el desacord, al juliol de 1946, Zachariadis el va designar com a líder de les formacions guerrilleres comunistes. A l'octubre de 1946, quan es va fundar la Comandància General de l'Exèrcit Democràtic de Grècia (DSE), Vafiadis va assumir el seu lideratge, i al desembre de 1947 va ser nomenat Primer Ministre i Ministre de Guerra del Govern Provisional Democràtic.
Durant les últimes etapes de la guerra civil, les crítiques a Zachariadis en qüestions de doctrina militar i en particular l'exigència de Vafiadis, de prioritzar la guerra de guerrilles, per evitar la derrota del DSE, va conduir a la seva destitució del lideratge (agost de 1948) i després de tots els seus càrrecs (gener de 1949). Vafiadis, va ser assenyalat com a "seguidor de Tito" i a l'octubre de 1950 va ser expulsat del Partit Comunista, mentre estava en l'exili en la Unió Soviètica, després de la derrota del DSE. Va romandre allí durant 23 anys, durant els quals va treballar com a obrer rellotger a la ciutat de Penza. Es va casar amb una obrera russa, Zina, amb qui va tenir un fill, Vladimir.

### Postguerra
Després del final de l'era de Stalin, Markos Vafiadis va ser readmès en el Partit Comunista i triat com a membre del Buró Polític del Comitè Central del partit. No obstant això, nous desacords amb la direcció del partit el van portar a la seva separació del càrrec el gener de 1958 i a la seva segona expulsió al juny de 1964. Després que el partit es va dividir el 1968, va fer part de la fracció de l'"interior" (eurocomunista). Al març de 1983, posant fi als seus 23 anys d'exili en la Unió Soviètica, va tornar a Grècia, a l'illa de Quios, on més tard va publicar les seves Memòries. L'abril del 1990, va ser escollit honoríficament al Parlament grec per la llista nacional del Moviment Socialista Panhel·lènic (PASOK).
En la seva última entrevista, a Argyris Dinopoulou, després de la dissolució de la Unió Soviètica i poc abans de la seva mort, Vafeiadis va respondre que el comunisme no és una quimera i va dir que malgrat la seva cooperació amb el PASOK, continuava definint-se com un comunista.